# عقرب قرمز هندی
عقرب قرمز هندی (نام علمی: Hottentotta tamulus) نام یک گونه از سرده هوتنتوتا است. از میان ۱۵۰۰ گونه عقرب شناخته‌شده در سراسر جهان، عقرب سرخ هندی مرگ‌آورترین آن‌هاست که در صورت عدم درمان گزیدگی، مصدوم خواهد مرد. عقرب‌ها یکی از نخستین شکارچیانی هستند که روی خشکی پدید آمدند. آنها توانستند از چنگ صیادان غول‌پیکری مانند دایناسورها جان به در ببرند. حدود ۱۵۰۰ گونه از آن‌ها تاکنون شناسایی شده و در همه‌جای زمین غیر از قطبین یافت می‌شوند.

خوشبختانه تنها چند ده گونه از این ۱۵۰۰ گونه برای انسان‌ها مرگ‌آورند و در میان این تعداد معدود، این کژدم سرخ هندی است که لقب مرگ‌آورترین عقرب جهان را بدست آورده است.
کژدم سرخ هندی موجودی کوچک و به‌اندازه یک فندک معمولی است، اما زهری بسیار قوی دارد. این عقرب معمولاً در همان‌جایی زندگی می‌کند که انسان‌ها زندگی می‌کنند. به همین دلیل در کشورهایی مانند هند، عقرب‌گزیدگی یکی از مسایل مهم بهداشت و سلامت عمومی به شمار می‌رود و متأسفانه این کودکان هستند که بیشتر دچار این مشکل می‌شوند؛ چراکه اغلب آن‌ها پابرهنه بازی می‌کنند و نیش عقرب سرخ هندی می‌تواند به زخمی دردناک منجر شود که اگر به‌سرعت درمان نشود، احتمالاً به مرگ منتهی خواهد شد.
عقرب جزو  عنکبوتیان است. این بندپای خطرناک چهار جفت پا دارد که به کمک آن‌ها راه می‌رود، دو چنگک نیز دارد که به کمک آن‌ها شکار را به دام انداخته و آن را به هنگام خوردن، ثابت نگاه می‌دارد. بخش دهان نیز غذا را جویده و غذا را به مایعی لزج تبدیل کرده و به‌سمت شکم خود می‌کِشد.
دم بندبند عقرب نیز به بالا خم شده و در انتهای آن، نیش و غده ترشح سم قرار گرفته است. البته این دم غیر از نیش‌زدن، وظیفه حفظ تعادل عقرب را نیز برعهده دارد. عقرب‌ها برخلاف شهرت دیرینه‌ای که دارند، از نیش خود به عنوان آخرین راهکار برای شکار استفاده می‌کنند. عقرب‌ها موجوداتی خجالتی هستند و به‌جای آن‌که به دنبال شکار بگردند، گوشه‌ای دنج را انتخاب کرده و در آن‌جا به انتظار شکار صبر می‌کنند.